# 길곡면
길곡면(吉谷面)는 대한민국 경상남도 창녕군의 면이다. 2011년 6월 1일을 기준으로 면적은 27.57km2이고, 인구는 738세대, 1,486명이다.

## 행정 구역
- 증산리(曾山里): 행정복지센터 소재지.
- 길곡리(吉谷里)
- 마천리(馬川里)
- 오호리(五湖里)

## 교육
- 길곡초등학교 (증산리)
  - 오호분교 (폐교) - 길곡면 내외동길 11-1 (오호리)